# Montry
Montry è un comune francese di 3 250 abitanti situato nel dipartimento di Senna e Marna nella regione dell'Île-de-France. Si trova a 30 chilometri ad est di Parigi.

## Società

### Evoluzione demografica
Abitanti censiti